# هنلی، نیو ساوت ولز
هنلی (به انگلیسی: Henley) یک منطقهٔ مسکونی در استرالیا است که در نیو ساوت ولز واقع شده‌است.